# Macchia Ovale Bianca

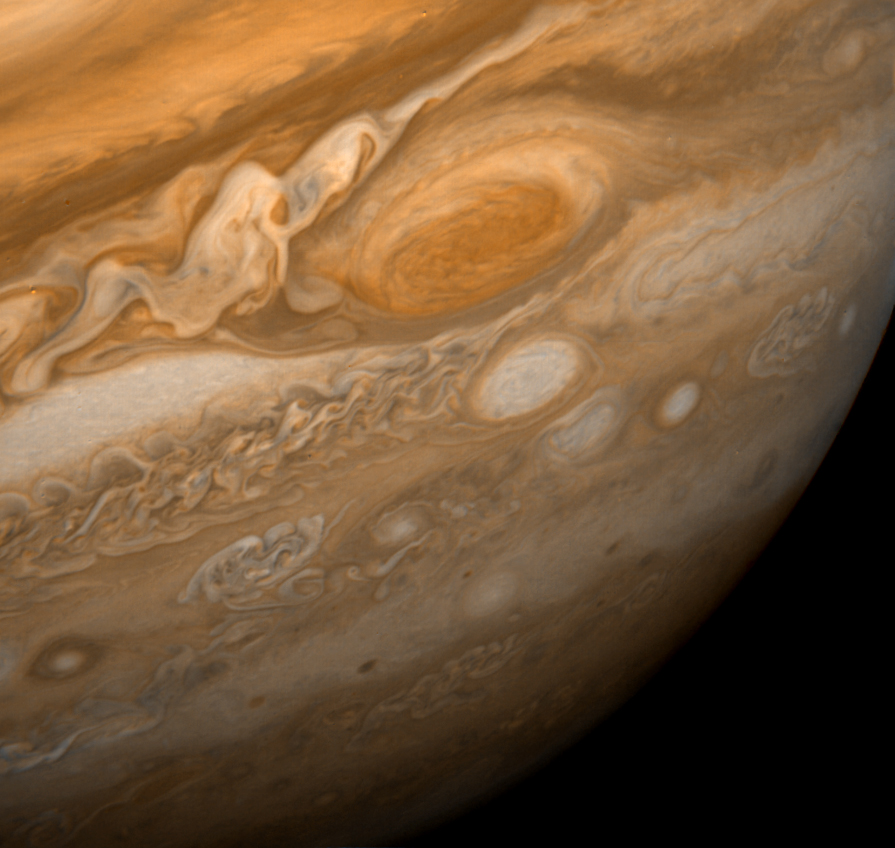
La Grande Macchia Rossa assieme a delle WOS

Il termine Macchia Ovale Bianca (WOS, acronimo dell'inglese White Oval Spot) designa delle formazioni cicloniche chiare di forma ovale, generate dalle correnti dell'atmosfera gioviana.
Su Giove sono presenti numerose strutture cicloniche di questo tipo, soprattutto alle latitudini tropicali del pianeta. A volte le si osserva passare vicino alla Grande Macchia Rossa. Rispetto quest'ultima, le WOS sono cicloni con caratteristiche variabili, essi possono formarsi e sparire nel giro di alcuni mesi, mentre la GMR è sempre attiva.